# Верполь
Верполь (пол. Werpol) — село в Польщі, у гміні Нурець-Станція Сім'ятицького повіту Підляського воєводства. Населення — 108 осіб (2011).

## Історія
Вперше згадується в XVIII столітті.
У 1975—1998 роках село належало до Білостоцького воєводства.

## Демографія
Демографічна структура станом на 31 березня 2011 року:
|          | Загалом | Допрацездатний вік | Працездатний вік | Постпрацездатний вік |
| -------- | ------- | ------------------ | ---------------- | -------------------- |
| Чоловіки | 55      | 8                  | 29               | 18                   |
| Жінки    | 53      | 7                  | 23               | 23                   |
| Разом    | 108     | 15                 | 52               | 41                   |